# Mistrzostwa Świata w Piłce Nożnej 2010 (eliminacje strefy UEFA)/Grupa 8
W Grupie 8 eliminacji do MŚ 2010 brały udział następujące zespoły:
- Włochy
- Bułgaria
- Irlandia
- Gruzja
- Cypr
- Czarnogóra

## Tabela
| Miejsce | Drużyna    | Mecze | Punkty | Zwyc. | Rem. | Por. | Bramki |
| ------- | ---------- | ----- | ------ | ----- | ---- | ---- | ------ |
| 1       | Włochy     | 10    | 24     | 7     | 3    | 0    | 18-7   |
| 2       | Irlandia   | 10    | 18     | 4     | 6    | 0    | 12-8   |
| 3       | Bułgaria   | 10    | 14     | 3     | 5    | 2    | 17-13  |
| 4       | Cypr       | 10    | 9      | 2     | 3    | 5    | 14-16  |
| 5       | Czarnogóra | 10    | 9      | 1     | 6    | 3    | 9-14   |
| 6       | Gruzja     | 10    | 3      | 0     | 3    | 7    | 7-19   |

|            | Bułgaria | Cypr | Gruzja | Włochy | Czarnogóra | Irlandia |
| ---------- | -------- | ---- | ------ | ------ | ---------- | -------- |
| Bułgaria   | X        | 2:0  | 6:2    | 0:0    | 4:1        | 1:1      |
| Cypr       | 4:1      | X    | 2:1    | 1:2    | 2:2        | 1:2      |
| Gruzja     | 0:0      | 1:1  | X      | 0:2    | 0:0        | 1:2      |
| Włochy     | 2:0      | 3:2  | 2:0    | X      | 2:1        | 1:1      |
| Czarnogóra | 2:2      | 1:1  | 2:1    | 0:2    | X          | 0:0      |
| Irlandia   | 1:1      | 1:0  | 2:1    | 2:2    | 0:0        | X        |

## Wyniki
| 6 września 2008 18.00 CET | Gruzja · Kenia 90+2' | 1-2(0-1) | Irlandia · Doyle 13' · Whelan 70' | Stadion am Bruchweg, Moguncja Widzów: 4 500 Sędzia: Zsolt Szabó |
|                           |                      |          |                                   |                                                                 |

| 6 września 2008 20.00 CET | Czarnogóra · Vučinić 62' · Jovetić 81' (k) | 2-2(0-1) | Bułgaria · S. Petrow 11' · Georgijew 90+2' | Stadion Pod Goricom, Podgorica Widzów: 9 000 Sędzia: Ołeh Oriechow (Ukraina) |
|                           |                                            |          |                                            |                                                                              |

| 6 września 2008 20.45 CET | Cypr · Aloneftis 29' | 1-2(1-1) | Włochy · Di Natale 8' 90+2' | Stadion Andonisa Papadopulosa, Larnaka Widzów: 6 000 Sędzia: Pieter Vink (Holandia) |
|                           |                      |          |                             |                                                                                     |

| 10 września 2008 19.00 CET | Czarnogóra | 0-0(0-0) | Irlandia | Stadion Pod Goricom, Podgorica Widzów: 12 000 Sędzia: Sten Kaldma (Estonia) |
|                            |            |          |          |                                                                             |

| 10 września 2008 20.50 CET | Włochy · De Rossi 17' 89' | 2-0(1-0) | Gruzja | Stadio Friuli, Udine Widzów: 27 164 Sędzia: Thomas Einwaller (Austria) |
|                            |                           |          |        |                                                                        |

| 11 października 2008 18.30 CET | Gruzja · Kobiaszwili 73' | 1-1(0-0) | Cypr · Konstandinu 66' | Stadion Borysa Paiczadze, Tbilisi · Widzów: 40 000 · Sędzia: Radek Matejek ( Czechy) |
|                                |                          |          |                        |                                                                                      |

| 11 października 2008 20.15 CET | Bułgaria | 0–0(0-0) | Włochy | Stadion Narodowy im. Wasyla Lewskiego, Sofia · Widzów: 45 000 · Sędzia: Stéphane Lannoy ( Francja) |
|                                |          |          |        | |

| 15 października 2008 18.30 CET | Gruzja | 0–0(0-0) | Bułgaria | Stadion Borysa Paiczadze, Tbilisi · Widzów: 35 250 · Sędzia: Björn Kuipers ( Holandia) |
|                                |        |          |          |                                                                                        |

| 15 października 2008 20.45 CET | Irlandia · Keane 5' | 1–0(1-0) | Cypr | Croke Park, Dublin · Widzów: 55 833 · Sędzia: Alexandru Dan Tudor ( Rumunia) |
|                                |                     |          |      |                                                                              |

| 15 października 2008 20.50 CET | Włochy · Aquilani 8' 29' | 2–1(2-1) | Czarnogóra · Vučinić 19' | Via del Mare, Lecce · Widzów: 20 162 · Sędzia: Pedro Proença ( Portugalia) |
|                                |                          |          |                          |                                                                            |

| 11 lutego 2009 20.45 CET | Irlandia · Keane 73' (k) 78' | 2-1(0-1) | Gruzja · Iaszwili 1' | Croke Park, Dublin · Widzów: 45 000 · Sędzia: Jouni Hyytia ( Finlandia) |
|                          |                              |          |                      |                                                                         |

| 28 marca 2009 20.45 CET | Czarnogóra | 0–2(0-1) | Włochy · Pirlo 11' (k) · Pazzini 73' | Stadion Pod Goricom, Podgorica · Widzów: 10 500 · Sędzia: Martin Atkinson ( Anglia) |
|                         |            |          |                                      |                                                                                     |

| 28 marca 2009 19.00 CET | Cypr · Konstandinu 33' · Christofi 56' | 2-1(1-0) | Gruzja · Kobiaszwili 71' (k) | Stadion Andonisa Papadopulosa, Larnaka · Widzów: 1 500 · Sędzia: Fredy Fautrel ( Francja) |
|                         |                                        |          |                              |                                                                                           |

| 28 marca 2009 20.45 CET | Irlandia · Dunne 1' | 1–1(1-0) | Bułgaria · Kilbane 74' (sam.) | Croke Park, Dublin · Widzów: 60 002 · Sędzia: Ivan Bebek ( Chorwacja) |
|                         |                     |          |                               |                                                                       |

| 1 kwietnia 2009 20.50 CET | Włochy · Iaquinta 10' | 1–1(0-0) | Irlandia · R. Keane 88' | Stadio San Nicola, Bari · Widzów: 48 000 · Sędzia: Wolfgang Stark ( Niemcy) |
|                           |                       |          |                         |                                                                             |

| 1 kwietnia 2009 18.00 CET | Bułgaria · Popow 8' · Makrijew 90+4' | 2–0(1-0) | Cypr | Stadion Narodowy im. Wasyla Lewskiego, Sofia · Widzów: 20 916 · Sędzia: Martin Ingvarsson ( Szwecja) |
|                           |                                      |          |      | |

| 1 kwietnia 2009 21.00 CET | Gruzja | 0–0(0-0) | Czarnogóra | Stadion Borysa Paiczadze, Tbilisi · Widzów: 16 000 · Sędzia: David Malcolm ( Irlandia Północna) |
|                           |        |          |            |                                                                                                 |

| 6 czerwca 2009 21:30 CET | Bułgaria · Telkijski 31' | 1–1(1-1) | Irlandia · Dunne 24' | Stadion Narodowy im. Wasyla Lewskiego, Sofia · Widzów: 38 000 · Sędzia: Claus Bo Larsen ( Dania) |
|                          |                          |          |                      |                                                                                                  |

| 6 czerwca 2009 21:30 CET | Cypr · Konstandinu 13' · Michail 45' (k.) | 2–2(2-0) | Czarnogóra · Damjanović 65', 77' | Stadion Andonisa Papadopulosa, Larnaka · Widzów: 3 000 · Sędzia: Carlos Velasco Carballo ( Hiszpania) |
|                          |                                           |          |                                  | |

| 5 września 2009 | Gruzja | 0-2(0-0) | Włochy · Kaładze 57' (sam.) 67' (sam.) | Stadion Borysa Paiczadze, Tbilisi · Widzów: 32 000 · Sędzia: Jaslav Smetovic ( Czechy) |
|                 |        |          |                                        |                                                                                        |

| 5 września 2009 | Cypr · Elia 30' | 1-2(1-1) | Irlandia · Doyle 5' · Keane 83' | Stadion GSP, Nikozja · Widzów: 5 191 · Sędzia: Thomas Einwaller ( Czechy) |
|                 |                 |          |                                 |                                                                           |

| 5 września 2009 | Bułgaria · Kisziszew 45+2' · Telkijski 48' · Berbatow 85' (k) · Domowczijski 90+1' | 4-1(1-1) | Czarnogóra · Jovetić 8' | Stadion Narodowy im. Wasyla Lewskiego, Sofia · Widzów: 7 543 · Sędzia: Tony Asumaa ( Finlandia) |
|                 |                                                                                    |          |                         |                                                                                                 |

| 9 września 2009 | Włochy · Grosso 11' · Iaquinta 40' | 2-0(2-0) | Bułgaria | Stadio Olimpico, Turyn · Widzów: 26 122 · Sędzia: Florian Meyer ( Niemcy) |
|                 |                                    |          |          |                                                                           |

| 9 września 2009 | Czarnogóra · Vučinić 56' (k) | 1-1(0-0) | Cypr · Okas 63' | Stadion Pod Goricom, Podgorica · Widzów: 4 000 · Sędzia: Carlo Bertolini ( Szwajcaria) |
|                 |                              |          |                 |                                                                                        |

| 10 października 2009 21:00 CET | Irlandia · Whelan 8' · St. Ledger 87' | 2-2(1-1) | Włochy · Camoranesi 26' · Gilardino 90' | Croke Park, Dublin · Sędzia: Terje Hauge ( Norwegia) |
|                                |                                       |          |                                         |                                                      |

| 10 października 2009 | Cypr · Charalampidis 11' 20' · Konstandinu 58' · Aloneftis 78' | 4-1(2-1) | Bułgaria · Berbatow 45' | Stadion Andonisa Papadopulosa, Larnaka · Widzów: 2 628 · Sędzia: Paul Allaerts ( Belgia) |
|                      |                                                                |          |                         |                                                                                          |

| 10 października 2009 | Czarnogóra · Batak 13' · Delibašić 78' | 2-1(1-1) | Gruzja · Dwaliszwili 45' | Stadion Pod Goricom, Podgorica · Sędzia: Selçuk Dereli ( Turcja) |
|                      |                                        |          |                          |                                                                  |

| 14 października 2009 | Włochy · Gilardino 78' 81' 90+2' | 3-2(0-1) | Cypr · Okas 12' · Michail 49' | Stadio Ennio Tardini, Parma · Widzów: 15 009 · Sędzia: Alon Yefet ( Izrael) |
|                      |                                  |          |                               |                                                                             |

| 14 października 2009 | Irlandia | 0-0(0-0) | Czarnogóra | Croke Park, Dublin · Widzów: 36 442 · Sędzia: Vladimír Hriňák ( Słowacja) |
|                      |          |          |            |                                                                           |

| 14 października 2009 | Bułgaria · Berbatow 6' 23' 38' · M. Petrow 14' 44' · Angełow 35' | 6-2(6-1) | Gruzja · Dwaliszwili 36' · Kobiaszwili 51' (k) | Stadion Narodowy im. Wasyla Lewskiego, Sofia · Widzów: 500 · Sędzia: Kristinn Jakobsson ( Islandia) |
|                      |                                                                  |          |                                                | |